# Mega Powers
Mega Powers var et amerikansk tagteam i World Wrestling Federation og World Championship Wrestling bestående af Hulk Hogan og "Macho Man" Randy Savage, samt deres manager Miss Elizabeth, som på det tidspunkt var Savages kone (på tv blev hun dog beskrevet som hans kæreste). 
Hogan og Savage dannede en alliance for første gang i World Wrestling Federation i september 1987, da Savage blev angrebet af Honky Tonk Man og The Hart Foundation under en kamp om WWF Intercontinental Championship. Savages manager og kæreste, Miss Elizabeth, løb ud i omklædningsrummet og hentede Hulk Hogan, der på daværende tidspunkt var indehaver af WWF Championship, som derefter løb ind i ringen og reddede Savage fra yderligere tæsk. 
Hogan og Savage dannede officielt et nyt tagteam, efter Hogan havde hjulpet Savage med at vinde VM-titlen ved Wrestlemania IV i foråret 1988 – en titel, som Hogan kort forinden havde tabt under kontroversielle omstændigheder i en VM-titelkamp mod André the Giant. Hogan og Savage havde deres første kamp sammen under navnet Mega Powers ved WWF's Summerslam i august 1988, hvor de besejrede Ted DiBiase og André the Giant. Mega Powers kæmpede sammen det næste års tid, men langsomt blev Savage overbevist om, at Hogan var i gang med at stjæle Miss Elizabeth fra ham. I starten af 1989 gik Mega Powers fra hinanden, og det resulterede i en VM-titelkamp ved WrestleMania V i foråret 1989, hvor Hogan genvandt WWF Championship. 
Hulk Hogan og Randy Savage blev genforenet som Mega Powers, da Savage skrev kontrakt med World Championship Wrestling i slutningen af 1994. Da Savage ankom til WCW, besluttede han sig for at hjælpe Hogan i hans kamp mod 3 Faces of Fear, Ric Flair og Vader. I januar 1995 besejrede Mega Powers i en kamp ved WCW's Clash of the Champions The Butcher og Kevin Sullivan. Mega Powers kæmpede af og til sammen det næste halvandet års tid, men i februar 1996 vendte Miss Elizabeth, der få uger forinden også havde skrevet kontrakt med WCW, Savage ryggen. Mega Powers forblev dog sammen, indtil Hogan vendte Savage og WCW ryggen, da han dannede New World Order i juli 1996. I oktober 1996 forsvarede Hogan sin VM-titlen mod Savage ved WCW's Halloween Havoc. Savage sluttede sig senere til nWo også, men de brugte aldrig navnet Mega Powers igen. 
| Sport | Spire Denne artikel om sport er en spire som bør udbygges. Du er velkommen til at hjælpe Wikipedia ved at udvide den. |